# Neotachina depressa
Neotachina depressa är en tvåvingeart som beskrevs av Malloch 1938. Neotachina depressa ingår i släktet Neotachina och familjen parasitflugor. Inga underarter finns listade i Catalogue of Life.